# Hamburger Bahnhof
Hamburger Bahnhof (het Hamburgse station) is een voormalig spoorwegstation in Berlijn dat tegenwoordig is ingericht als museum voor hedendaagse kunst (Museum für Gegenwart). Het neoclassicistische gebouw uit 1846-47 is het enige Berlijnse kopstation dat behouden gebleven is en een van de oudste stationsgebouwen van Duitsland. Het Hamburger Bahnhof bevindt zich aan de Invalidenstraße in het stadsdeel Moabit, ten noorden van Berlin Hauptbahnhof en tegenover het ziekenhuis Charité.

## Geschiedenis
Het Hamburgse station werd tussen 1846 en 1847 gebouwd naar een ontwerp van de architecten Friedrich Neuhaus en Ferdinand Wilhelm Holz. Het diende als eindstation van de spoorweg van Berlijn naar Hamburg, de Berlin-Hamburger Bahn, die aangelegd werd vanaf 1841. De eerste rit over de nieuwe spoorlijn vond plaats op 15 oktober 1846; het stationsgebouw was toen nog in aanbouw, waardoor de treinen vanuit een goederenloods moesten vertrekken. De slappe veenbodem moest voor de bouw van het Hamburger Bahnhof met zand versterkt worden en het Spreekanaal werd ten behoeve van het station naar het noorden verlegd.
In 1851 kwam voor het goederenvervoer een spoorverbinding met de andere Berlijnse kopstations in gebruik. De op straatniveau gelegen verbindingssporen werden echter al in 1870 opgebroken vanwege de overlast die ze het stadsverkeer bezorgden. Nabij het station werden verder het Scheepvaartkanaal Berlijn-Spandau en de Humboldthaven gegraven om de spoorwegen aan te sluiten op de scheepvaart; deze waterwerken kwamen in 1859 gereed.
Op 14 oktober 1884, slechts 37 jaar na ingebruikname, sloot het Hamburger Bahnhof zijn deuren, omdat het spoorwegverkeer richting Hamburg door het naastgelegen Lehrter Bahnhof was overgenomen. Het achter het station gelegen rangeerterrein bleef als deel van het goederenstation van het Lehrter Bahnhof echter tot in de jaren 1980 in dienst. De bedrijvigheid hier kwam tot een hoogtepunt na de aanleg van het West-Berlijnse containerstation op het terrein van het Hamburger- und Lehrter Güterbahnhof, dat voor de goederenoverslag met twee grote hijskranen uitgerust was.

### Na de sluiting
Op 14 december 1906 werd in het hoofdgebouw van het station het Königliches Bau- und Verkehrsmuseum (Koninklijk Museum voor Bouw en Vervoer), later Verkehrs- und Baumuseum (ook Lokomotiefmuseum genoemd) geopend. Dit museum, dat de technische en industriële ontwikkelingen tentoonstelde, was een voorloper van het huidige Technikmuseum in Berlijn. Het museum vervulde een belangrijke functie in het opleiden van technische vaklui en kende vanaf zijn opening een grote populariteit. Vanwege het groeien van de collectie werden tussen 1909 en 1916 twee naar de straat gerichte vleugels aan het station toegevoegd, waardoor het halfomsloten voorplein ontstond.
Gedurende de Tweede Wereldoorlog werd het stationsgebouw in 1944 ernstig beschadigd. De collectie bleef in belangrijke mate gespaard, maar van de grote modelspoorbaan (schaal 1:43) bleef niets over. Na de oorlog werd het Hamburger Bahnhof, zoals alle spoorwegen en stations in Berlijn, overgedragen aan de Oost-Duitse Deutsche Reichsbahn (DR), hoewel het net over de grens in de West-Berlijnse Britse sector lag. De gebouwen werden ontoegankelijk gemaakt en de DR hield het complex buiten gebruik.
Toen de BVG, het West-Berlijnse stadsvervoerbedrijf, in 1984 de bedrijfsvoering van de S-Bahn in het westen van de stad overnam, kreeg de Senaat van Berlijn het Hamburger Bahnhof in beheer. Na een grondige sanering huisvestte het station vanaf 1987 diverse tentoonstellingen. De collectie van het Verkehrs- und Baumuseum werden geschonken aan het Verkehrsmuseum Dresden en het Deutsches Technikmuseum Berlin en is daar nog altijd te bezichtigen.
Van 1990 tot 1996 werd het Hamburger Bahnhof naar een plan van Josef Paul Kleihues heringericht en uitgebreid om onderdak te gaan bieden aan het Museum für Gegenwart. Er werd onder andere een 80 meter lange vleugel naast de oude perronhal aan het complex toegevoegd.

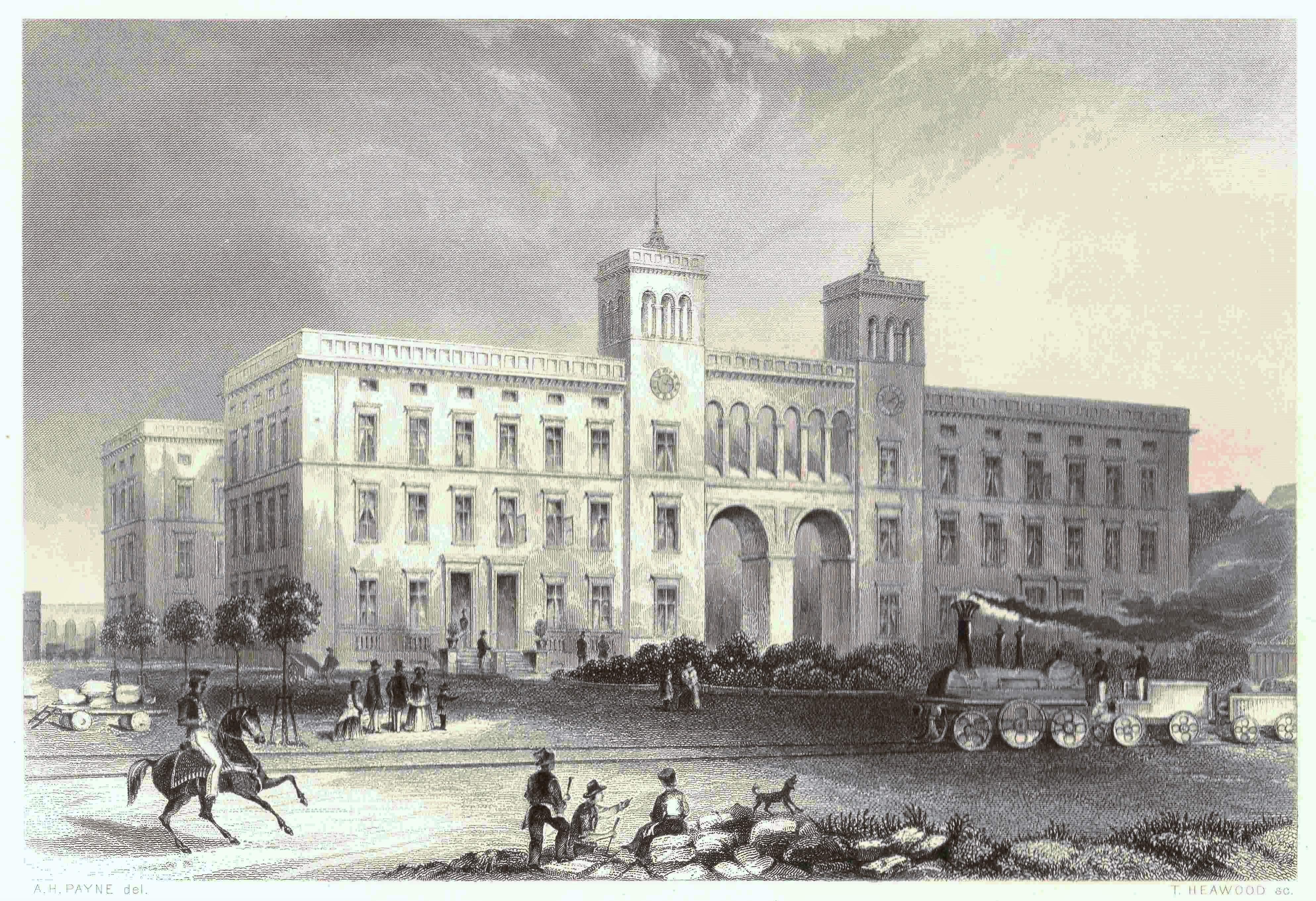
Hamburger Bahnhof rond 1850; op de voorgrond is het verbindingsspoor te zien
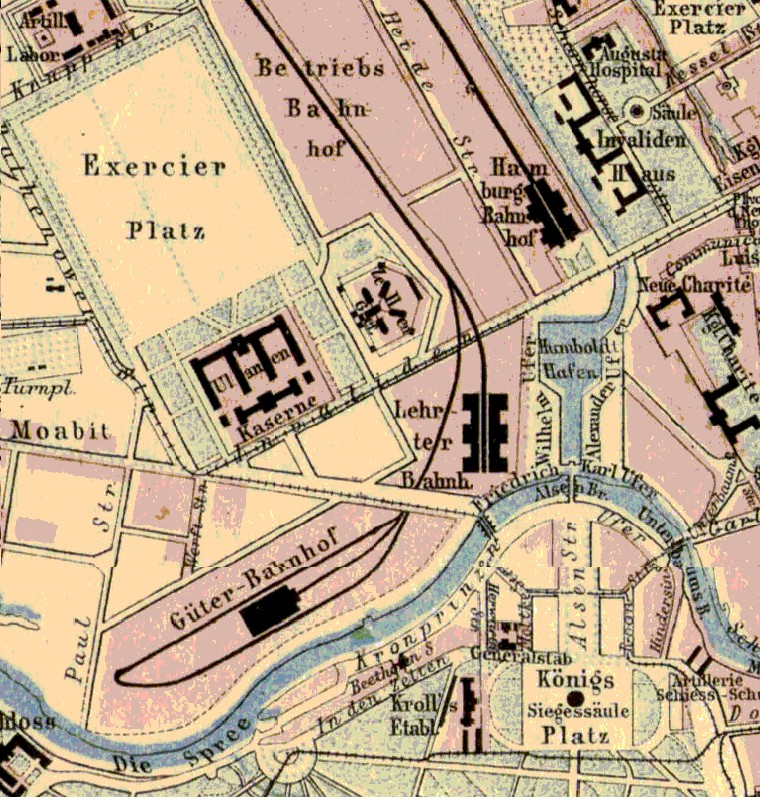
Ligging van het Hamburger Bahnhof naast het Lehrter Bahnhof, kaart uit 1875
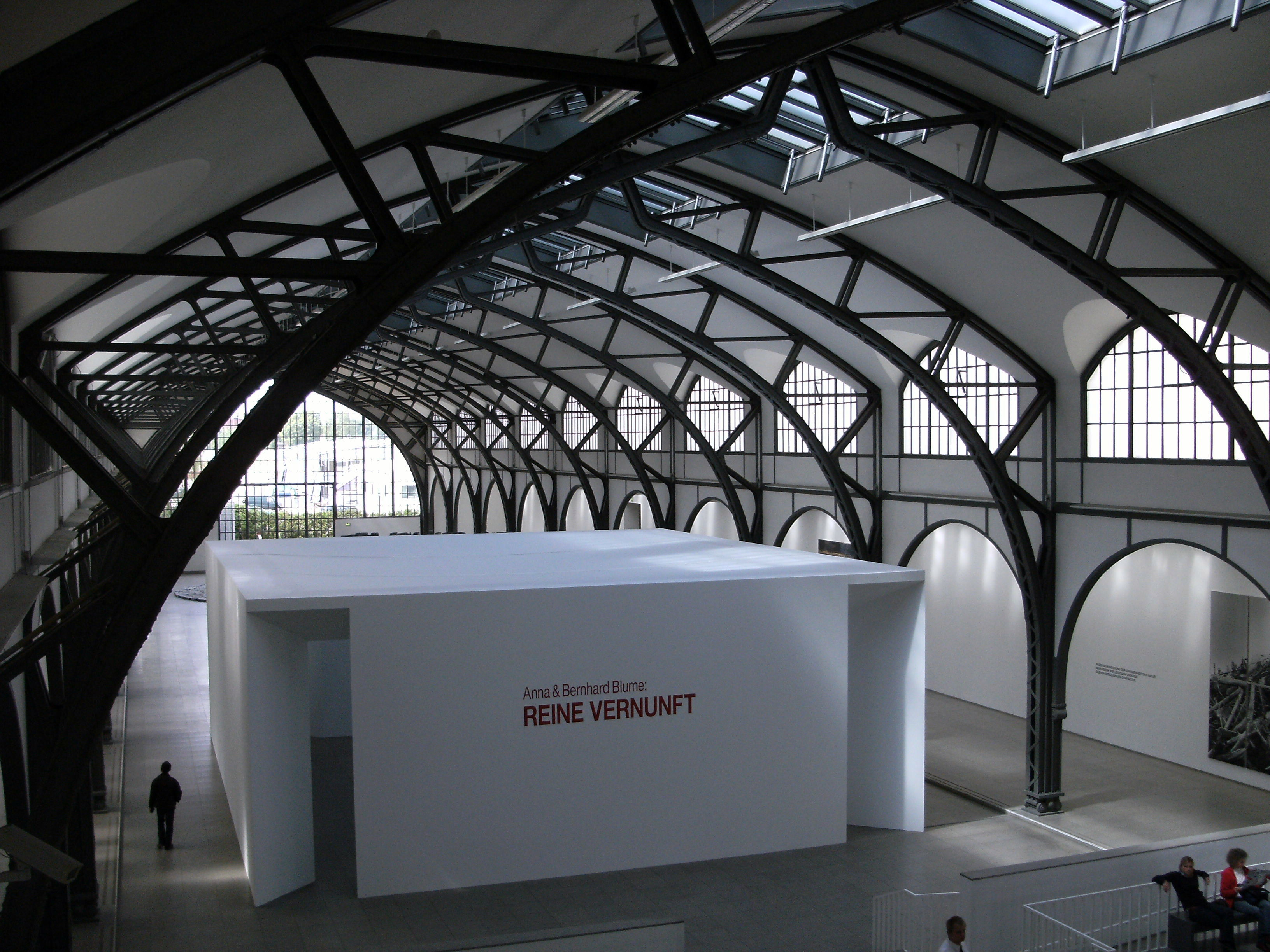
Interieur Museum für Gegenwart in 2008